# Gustave Deloye

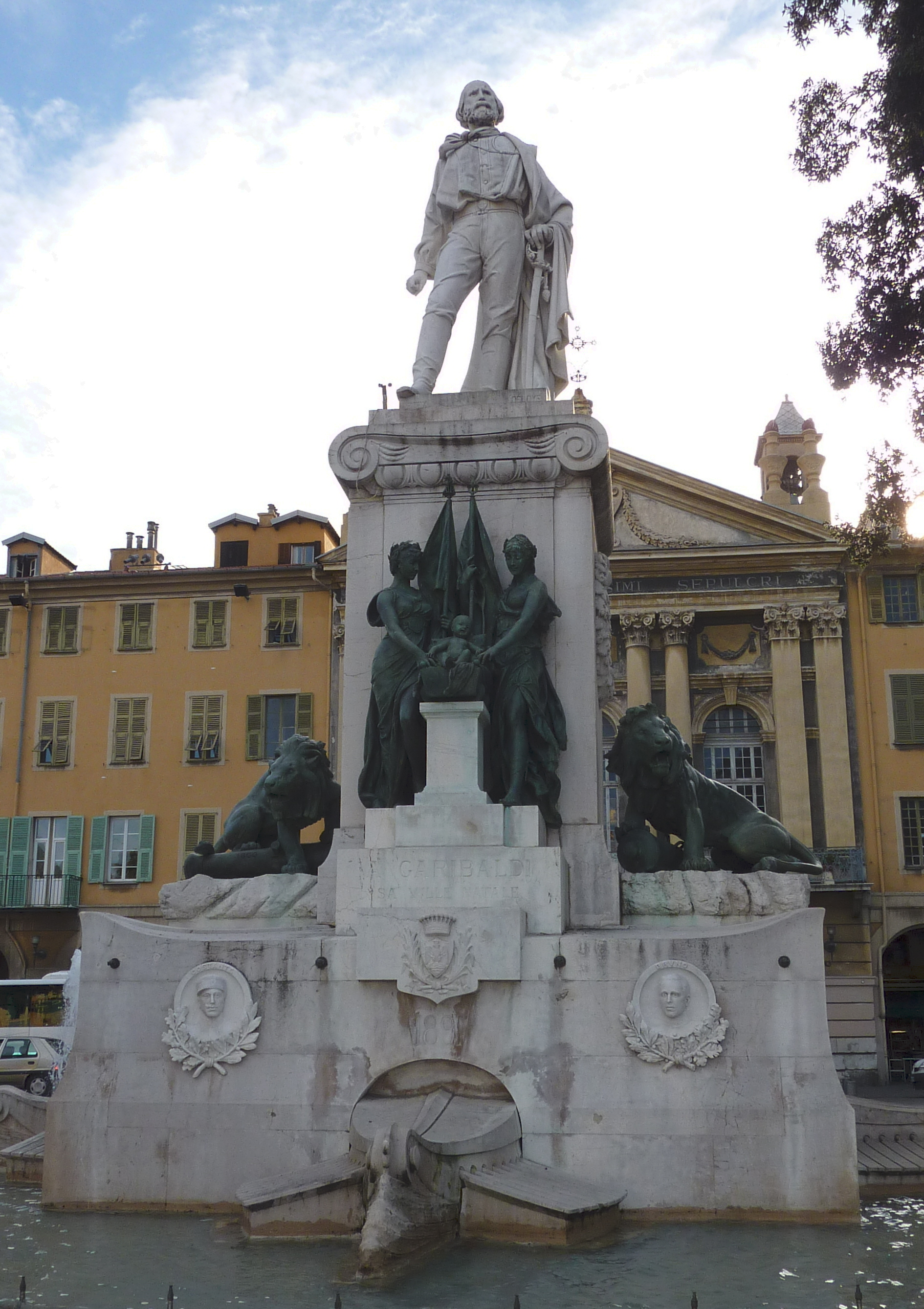
Monumentul lui Garibaldi la Nisa

Jean-Baptiste Gustave Deloye (n. 30 aprilie 1838, Sedan, Champagne-Ardenne, Franța – d. 15 februarie 1899, Quartier Saint-Georges⁠(d), Île-de-France, Franța) a fost un sculptor și medalist francez în stil neobaroc.

## Biografie
A fost elev al lui François Jouffroy⁠(d) și Jean-Pierre Dantan⁠(d) la École des beaux-arts din Paris. În 1862, a obținut locul al doilea pentru sculptură la Prix de Rome. A expus frecvent la Salon⁠(d) și a primit mai multe comenzi pentru monumente din partea guvernului francez.
Printre lucrările sale cele mai remarcabile se numără cariatidele de la Castelul Chenonceaux, Castelul La Boissière și Castelul d'Aynac. Cea mai cunoscută lucrare a sa este un monument dedicat lui Giuseppe Garibaldi (1891), comandat de orașul Nisa, realizat după un proiect original de Antoine Étex⁠(d). În același an, a contribuit cu două basoreliefuri pentru un monument dedicat lui Juan Santamaría⁠(d), un erou național din Costa Rica, în Alajuela, realizat de prietenul său Aristide Croisy⁠(d).
În 1892, a fost numit Cavaler al Legiunii de Onoare. De asemenea, a creat numeroase lucrări decorative la clădiri publice din Viena, Roma și Sankt Petersburg și figuri mai mici pentru fabrica de porțelan Meissen. Statuia sa cu Marcu Evanghelistul pe un leu înaripat este expusă la Musée d'Orsay.
Este înmormântat la L'Étang-la-Ville⁠(d).